# 塔里克·阿齐兹

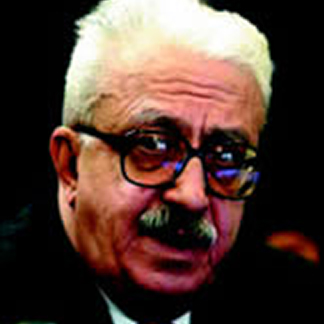
2003年美國國防部在扑克牌通缉令發布的照片，他是黑桃8

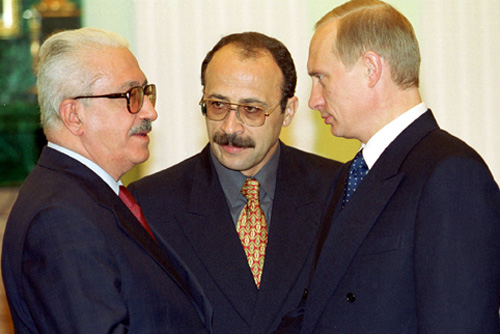
塔里克·阿齐兹（左）在2000年與俄羅斯總統普京會面

塔里克·米哈尔·尤卡纳·阿齐兹（阿拉伯語： Ṭāriq ʿAzīz，1936年4月28日—2015年6月5日），1981年－2003年擔任伊拉克副总理，1983年－1991年兼任外交部长。他是伊拉克的少数民族亚述人的成员之一。
阿齐兹於1936年在伊拉克北部出生，在大學修讀英語文學，後來成為記者。
美軍在2003年推翻復興黨政權後，阿齊茲向美軍自首，此後一直被拘留。
2010年10月26日，阿齊茲被伊拉克最高刑事法庭判以绞刑。他被处以死刑是因为他在迫害伊拉克什叶派政党中所犯下的罪行。阿齐兹被控犯有杀害、监禁和驱逐时任总理努里·马利基所属的伊斯兰达瓦党的领导人。这是阿齐兹的第一项死刑，他因1992年处死42名商人而被判15年有期徒刑。此外他因把伊拉克北部的库尔德人驱逐出家园而被判7年徒刑。
阿齐兹说，他仅有的罪名就是忠于政权。他说，就本人来讲，他没有犯下任何罪行。2003年，阿齐兹向美军投降。阿齐兹的前上司萨达姆同年在伊拉克被逮捕，并在2006年被伊拉克过渡政府处决。
2015年6月5日，他因為心臟病發作，死於濟加爾省的纳西里耶教學醫院（al-Nasiriya Educational hospital）。